# Svatojánská lípa v Kadani
Svatojánská lípa v Kadani je památný strom lípa malolistá (Tilia cordata ) v Kadani v okrese Chomutov v Ústeckém kraji.
Roste v Doupovských horách v nadmořské výšce 300 m v Kadaňi ve svahu v ulici Kpt. Jaroše vedle kulturní památky sochy svatého Jana Peregrina.

## Základní údaje
Obvod kmene měří 260 cm, koruna stromu dosahuje do výšky 12 metrů (měření 2009). V roce 2009 bylo stáří stromu odhadováno na 300 let.
Lípa je chráněna od roku 1997 jako ochrana genofondu, součást kulturní památky a strom s významným vzrůstem.

## Stromy v okolí
- Dub svatého Petra a Pavla
- Nádražní lípa
- Máchův dub
- Svatojakubská hrušeň
- Kadaňská hrušeň
- Lípy u kaple svatého Jana Křtitele
- Kadaňská douglaska